# Melo (Uruguai)
Melo (en castellà i oficialment Villa de Melo) és una ciutat de l'Uruguai, capital del departament de Cerro Largo. Està situada al centre del departament, a 60 km de la frontera amb el Brasil, sobre els marges del rierol Conventos, ramificació del riu Tacuarí. S'accedeix pel quilòmetre 387 de la ruta 8, procedent de Montevideo. Altres rutes d'accés són les rutes 7, 26 i 44.

## Història
Abans de la fundació de la Guàrdia de Melo, els territoris estaven poblats per tribus indígenes originàries, sent la més important la dels anomenats "arachanes". Aquests ocupaven la zona entre la Cuchilla d'Haedo (les cuchillas, a l'Uruguai, són cadenes de turons) fins a la Llacuna Merín.
El 27 de juny de 1795 el funcionari de la corona espanyola Agustín de la Rosa, per ordre del virrei del Riu de la Plata, Pedro de Melo de Portugal y Villena, funda la Villa de Melo, que per això porta el seu nom. Dos anys més tard, el 1797, s'instal·la la primera parròquia de la Mare de Déu del Pilar i San Rafael, avui Catedral, seu del bisbat de Melo.
Atès a la seva proximitat amb les fronteres de les colònies portugueses al Brasil, la "Vila de Melo" —com a es va anomenar originalment— va ser envaïda pels lusitans el 1801, el 1811 i el 1816.
En aquell període la vila és presa pels portuguesos, sent el 1811, quan el general portuguès Diego de Souza, Governador de Rio Grande do Sul, disposa la presa i ocupació de la Vila que passa a dependre del govern de Portugal.
El 2 d'abril de 1816 es crea el departament de Cerro Largo, com a jurisdicció política i territorial, sent el 1824 quan la població de Melo, accepta i respecta la Constitució Imperial de Portugal, el Brasil i l'Algarve.
El 20 de novembre de 1827, ingressa a Cerro Largo l'exèrcit nacional de les Províncies Unides del Riu de la Plata al comandament del General Juan Antonio Lavalleja, desallotjant els brasilers de la Vila.
Finalment, amb la independència definitiva de l'Estat uruguaià, Melo va ser oficialment declarada capital del departament de Cerro Largo.
El 25 de juliol de 1830, la població de la "Vila de Melo", jura solemnement la seva adhesió a la Constitució Nacional de la novella República Oriental de l'Uruguai.
Els últims anys del segle xix afavoreixen el seu desenvolupament. En complir-se el centenari de la seva fundació, el 1895, se li atorga el rang de ciutat, assumint el rol de Capital del departament o Jurisdicció Política de Cerro Largo.

## Desenvolupament urbà

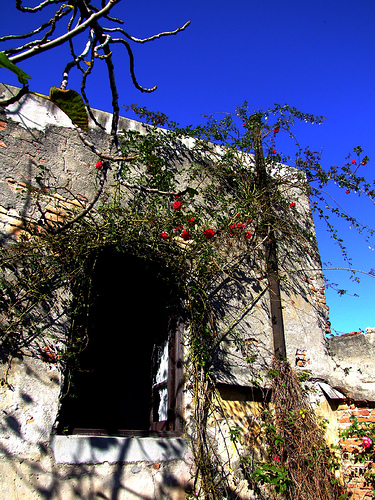
Residència de Juana de Ibarbourou.

El 1801 apareix la primera oloraria (indústria del maó) per la visió de Bartolomé Neyra, sent l'única fins al 1807, quan s'instal·là la segona per part del capellà rector Pedro Antonio Ortuño. Aquesta indústria incipient va generar la construcció a la naixent urbanització. Com a ciutat la seva estructura és en damer, amb edificis baixos, molts dels quals encara conserven vells aljubs als seus patis.
El 1845 la plaça de la ciutat va ser rebatejada i va adquirir el nom del cabdill blanc Manuel Oribe, dada que és símptoma de les vinculacions del departament amb el Partido Nacional. De fet, la majoria dels intendents de Cerro Largo han pertangut a aquesta col·lectivitat política.
El rierol Conventos és el curs d'aigua més pròxim a la ciutat i des d'on s'organitza la mateixa. Posseeix a les seves vores parcs i boscos, com el Parc Zorrilla de San Martín i el Parc Rivera, que pren el nom del General Fructuoso Rivera, que mor en un petit ranxo a la vora d'aquest, el 13 de gener de 1854.
El 1852 es fonen les Escoles Núm. 1 "de Barons" i Núm. 2 "de Nenes", començant l'etapa de desenvolupament de la vila. El 1876 es construeix la Parròquia del Carmen, continuant amb la instal·lació gradual de l'Església Catòlica en l'evangelització dels ciutadans.
La població creix ràpidament a partir de les ones d'emigrants que s'instal·len a la ciutat. Espanyols, italians i portuguesos són els grups més nombrosos. No obstant això, també es troben francesos i alemanys. A partir d'ells, comença el desenvolupament econòmic, comercial, industrial i cultural. Emergeixen societats nativistes i recreatives com Los hijos del Tacuarí, s'inaugura el Teatro España, la Sociedad Española de Socorros Mutuos i La Casa de Italia, entre d'altres.
Es funda el periòdic El Deber Cívico, important mitjà de desenvolupament cultural i intel·lectual, bressol de grans poetes com Emir Rodríguez Monegal, Juana de Ibarbourou i Justino Zavala Muniz, entre d'altres.
El segle xx, irromp amb força desplegant la indústria i especialment la ramaderia. Durant la presidència de Claudio Williman, s'inaugura el ferrocarril, el telègraf, el Club Unión i el Centro Unión Obrera, cinemes i centres d'esbarjo social, així com els mitjans massius de comunicació. S'instal·la l'educació secundària i tècnic-professional.
Tot aquest període va estar marcat al seu torn, per les lluites civils i polítiques, de finals del segle xix i principis del XX, amb la figura política i militar d'Aparicio Saravia (Partit Nacional) insurgent contra el Govern Central de Montevideo, dirigit pel Partit Colorado.

## Demografia
Melo té una població de 50.578 habitants, segons el cens del 2004.
| 1963   | 1975   | 1985   | 1996   | 2004    |
| ------ | ------ | ------ | ------ | ------- |
| 35.254 | 38.900 | 42.615 | 47.315 | {{{5}}} |

## Esdeveniments importants
Melo va ser una de les ciutats visitades pel papa Joan Pau II durant el seu segon viatge a l'Uruguai, el 8 de maig de 1988, dia que va ser transcendent per a la localitat.
Justament el primer divendres d'agost de l'any 2007, s'estrena la pel·lícula denominada El baño del Papa, que narra els dies anteriors a l'arribada de Joan Pau II a la ciutat; els residents de l'esmentat paratge esperaven una gran quantitat de gent que arribaria a presenciar l'esdeveniment i van realitzar diferents tasques per a poder lucrar-se a conseqüència de l'ocasió.
La pel·lícula mostra com la gent posava botigues clandestines al carrer en el qual venien aliments "al pas", entre altres coses. El personatge principal de la pel·lícula construeix un bany perquè la gent pugui fer les seves necessitats a canvi d'una petita suma de diners.

## Infraestructura
Melo té connexió amb el tràfic aeri mitjançant l'aeroport local de Cerro Largo.

## Fills il·lustres
- Salvador Betervide (1903-1936), polític.
- Villanueva Cosse (1933-), actor, director i escriptor.
- Eber da Rosa Viñoles (1949-1997), polític.
- Juana de Ibarbourou (1895-1975), poetessa.
- Amalia de la Vega, (1919-2000), cantant.
- Andrés Echevarría (1964-), escriptor.
- Tabaré Etcheverry (1945-1978), cantautor.
- Enrique Fernández (1953-), director.
- Casiano Monegal (1888-1944), escriptor.
- Emilio Oribe (1893-1975), escriptor.
- Saviniano "Nano" Pérez (1907-1985), polític.
- Villanueva Saravia (1964-1998), polític.
- Justino Zavala Muniz (1898-1968), escriptor, polític.